# Castianeira salticina
Castianeira salticina är en spindelart som först beskrevs av Władysław Taczanowski 1874.  Castianeira salticina ingår i släktet Castianeira och familjen flinkspindlar.
Artens utbredningsområde är Franska Guyana. Inga underarter finns listade.